# Edu Manzano
Eduardo "Edu" Manzano y Barrios (14 de septiembre de 1955 en San Francisco, California, Estados Unidos), es un actor, presentador de televisión y político filipino.

## Biografía
Eduardo Barrios Manzano nació el 14 de septiembre de 1955 en San Francisco, California, Estados Unidos, hijo de padres filipinos. Debido a su filiación (jus sanguinis) y su lugar de nacimiento (jus soli), obtuvo directamente la ciudadanía filipina y estadounidense, bajo las normas constitucionales de ambos países.
A la edad de 17 años, Manzano se unió a las fuerzas armadas de los Estados Unidos, que sirvió durante por cuatro años. 

## Carrera
Manzano se trasladó a Filipinas para seguir una carrera a tiempo completo, como formar parte de la industria del cine local.
Manzano fue presidente del grupo de actores llamado "Kapisanan ng mga Pilipino sa Artista Pelikulang" en la década de los años 1990.
Formó parte del plantel de la red televisiva ABS-CBN, siendo uno de los actores de contrato, hasta que se tomó una licencia para poder ejecutar a la vicepresidencia de Filipinas en las elecciones de 2010. Sin embargo, Manzano indicó que él ya no está interesado por retornar al mundo del espectáculo. También le interesó para conducir programas de televisión.
Manzano firmó un contrato con la red televisiva "GMA Network". En 2010, recibió el pre-game show, llamado "Asar Talo Lahat Panalo". En abril de 2011 hasta julio del mismo año, Edu pasó a formar parte de la red televisiva TV5, en la que conduce actualmente un programa de concursos llamado "N Go".

## Carrera política
Manzano entró en política en 1998, cuando fue candidato para vicealcalde de Makati○3. Él obtuvo una mayoría de los votos en las elecciones, pero su proclamación fue suspendido debido a una demanda presentada de que el no era un ciudadano filipino. La Comelec finalmente decidió, que Manzano si obtuvo la ciudadanía filipina, despejando el camino para su proclamación como primer teniente de alcalde. Después de un período de tres años, cuando se realizó una campaña no logró obtener los votos necesarios para ser alcalde en 2001, perdiendo ante Jejomar Binay.
En 2004, Manzano se convirtió en el primer presidente de la Junta "Optical Media", una agencia gubernamental encargada de la lucha contra la piratería de medios ópticos. El dimitió el cargo en agosto de 2009.

## Filmografía

### Televisión
- Marry Me, Marry You (2021 Kapamilya Channel/A2Z)
- Barangay 143 (2018 GMA Network)
- FPJ's Ang Probinsyano (2018 ABS-CBN)
- Alyas Robin Hood (2017 GMA Network)
- Celebrity Bluff: Fact na Fact (2017-2018 GMA Network)
- My Dear Heart (2017 ABS-CBN)
- Someone To Watch Over Me (2016-2017 GMA Network)
- Bridges of Love (2015 ABS-CBN)
- Game N Go (2012–2013 TV5)
- Unang Hirit (2011 GMA Network)
- Family Feud: The Showdown Edition (2011 GMA Network)
- Asar Talo Lahat Panalo! (2010 GMA Network)
- Pilipinas, Game KNB? (2007–2009 ABS-CBN)
- 1 vs. 100 (2008 ABS-CBN)
- Umagang Kay Ganda (2007–2008 ABS-CBN)
- Walang Kapalit (2007 ABS-CBN)
- Ok Fine 'To Ang Gusto Nyo (2005 ABS-CBN)
- OK Fine! Oh Yes! (2004 ABS-CBN)
- Showbiz Sábado (2003 ABS-CBN)
- OK Fine Whatever (2003 ABS-CBN)
- Kay Tagal Kang Hinintay (2002 ABS-CBN)
- Magandang Umaga Bayan (2002–2007 ABS-CBN)
- Sa Puso Ko Iingatan Ka (2002 ABS-CBN)
- Bituin (2002–2003 ABS-CBN)
- MTB: Ang Saya Saya (2004–2005 ABS-CBN)
- The Weakest Link (2001 IBC)
- Labs Ko Si Babe (1999–2000 ABS-CBN)
- Di Ba't Ikaw (1999 GMA Network)
- Emergency (1995–1996 GMA Network)
- Late Night with Edu (1992–1994 ABC)
- Palibhasa Lalake (1986–1998 ABS-CBN)
- Not So Late Night With Edu (1985 GMA Network)

### Películas
- Halik sa Hangin (2015)
- Ang Tanging Ina (2003)
- Kaaway Hanggang Hukay (2001)
- Tanging Yaman (2000)
- Abandonada (2000)
- Minsan Ko Lang Sasabihin (2000)
- Minsan, Minahal Kita (2000)
- Emilio Aguinaldo (2000)
- Markado (1999)
- Ang Kabit Ni Mrs. Montero (1998)
- Puso Ng Pasko (1998)
- Jesus Salonga, Alyas Boy Indian (1998)
- Anting-Anting (1998)
- Bagsik Ng Kamao (1997)
- Batang PX (1997)
- Hanggang Dito Na Lang (1997)
- Minsan Lamang Magmamahal (1997)
- Simaron, Barya Lang Ang Halaga Ng Ulo Mo! (1997)
- Mortal Kong Kaaway Kaibigang Tunay (1997)
- I Do, I Die! Dyos Ko Day (1997)
- Totoy Hitman (1997)
- Kung Marunong Kang Magdasal, Umpisahan Mo Na (1996)
- Ama, Ina Ank (1996)
- Sa Kamay Ng Batas (1996)
- Tubusin Mo Ng Bala Ang Puso Ko (1996)
- Romano Sagrado: Talim Sa Dilim (1996)
- Baby Love (1995)
- Batas Ko Ang Katapat Mo (1995)
- Costales (1995)
- Hong Tian Mi Ling (1994)
- Wanted: Perfect Father (1994)
- Ismael Zacarias (1994)
- Separada (1994)
- Ah Sau Ging Gat: Si Gou Aat Sin (1994)
- Darna! Ang Pagbabalik (1994)
- Ang Ika-Labing Isang Utos: Mahalin Mo, Asawa Mo (1994)
- Geron Olivar (1994)
- Di Na Natuto (Sorry Na, Puede Ba?) (1993)
- Task Force Habagat (1993)
- Kung Ako'y Iiwan Mo (1993)
- Lt. Madarang: Iginuhit Sa Dugo (1993)
- Magkasangga Sa Batas (1993)
- Mahal kita, Walang Iba (1992)
- Galvez: Hanggang Sa Dulo Ng Mundo Hahanapin Kita (1992)
- Alyas Boy Kano (1992)
- Pangako Sa'yo (1992)
- Kailangan Kita (1992)
- Contreras Gang (1991)
- Darna (1991)
- Captain Jaylo Batas sa Batas (1991)
- Kumukulong Dugo (1991)
- Kung Patatawarin Ka Ng Bala Ko! (1991)
- Sagad Hanggang Buto (1991)
- Pretty Boy Hoodlum (1991)
- Noel Juico: Batang Kriminal (1991)
- Kidlat ng Maynila: Joe Pring 2 (1991)
- Maging Sino Ka Man (1991)
- Boyong Mañalac: Hoodlum Terminator (1991)
- Kaaway ng Batas (1990)
- Onyong Majikero (1991)
- Alyas Pogi: Birador ng Nueva Ecija (1990)
- Hanggang Kailan ka Papatay? (1990)
- Isang Araw Walang Diyos (1989)
- Eagle Squad (1989)
- Hindi Palulupig (1989)
- Babaeng Hampaslupa (1988)
- Hati Tayo Sa Magdamag (1988)
- Misis Mo, Misis Ko (1988)
- Huwag Mong Itanong Kung Bakit (1988)
- Working Girls 2 (1987)
- Jack & Jill (1987)
- Alabok sa Ulap (1987)
- Bilanggo Sa Dilim (1986)
- Captain Barbell (1986)
- Nakagapos Ng Puso (1986)
- Palimos ng Pag-ibig (1986)
- Paano Hahatiin Ang Puso (1986)
- Kailan Tama Ang Mali (1985)
- Ano Ang Kulay Ng Mukha Ng Diyos? (1985)
- Sangley Point Robbery (1985)
- Till We Meet Again (1985)
- Pati Ba Pintig Ng Puso? (1985)
- Hindi Nahahati Ang Langit (1985)
- Kapag Puso'y Sinugatan (1985)
- Working Girls (1984)
- Schoolgirls (1982)
- Dear Heart (1981)
- Mahinhin Vs. Mahinhin (1981)
- Alaga (1980)
- Romansa (1979)

## Álbumes
- Dance Of The Universe (Universal Records, 2008)
- World's Greatests Dance Steps (Universal Records, 2007)